# Igelsjön (Österfärnebo socken, Gästrikland, 668963-154297)
Igelsjön är en sjö i Sandvikens kommun i Gästrikland och ingår i Dalälvens huvudavrinningsområde. Sjöns area är 0,04 kvadratkilometer och den är belägen 110 meter över havet.